# Рівчак-Степанівський парк
Рівча́к-Степа́нівський парк (інша назва — Парк імені Щербака) — парк-пам'ятка садово-паркового мистецтва місцевого значення в Україні. Розташований у межах Носівського району Чернігівської області, в селі Рівчак-Степанівка.
Площа 12 га. Статус присвоєно згідно з рішенням Чернігівського облвиконкому від 28.08.1989 року № 164. Перебуває у віданні: Рівчак-Степанівська сільська рада.
Статус присвоєно для збереження парку дендрологічного типу, закладеного 1957 року учнями та вчителями Рівчак-Степанівської школи. Зростає 150 видів дерев і кущів, зокрема сосна звичайна, ялина європейська, туя гігантська, клен цукристий, клен несправжньоплатановий, клен гостролистий, в'яз широкий, липа серцелиста, береза звисла, ліщина звичайна, явір, гіркокаштан звичайний, дуб звичайний, клен польовий, ясен звичайний, платан західний, горіх лісовий, бук лісовий, бархат амурський, туя західна, верба біла плакучої форми. У північно-східній частині парку є мальовничий ставок на річці Рівчак (права притока Галки).

## Галерея

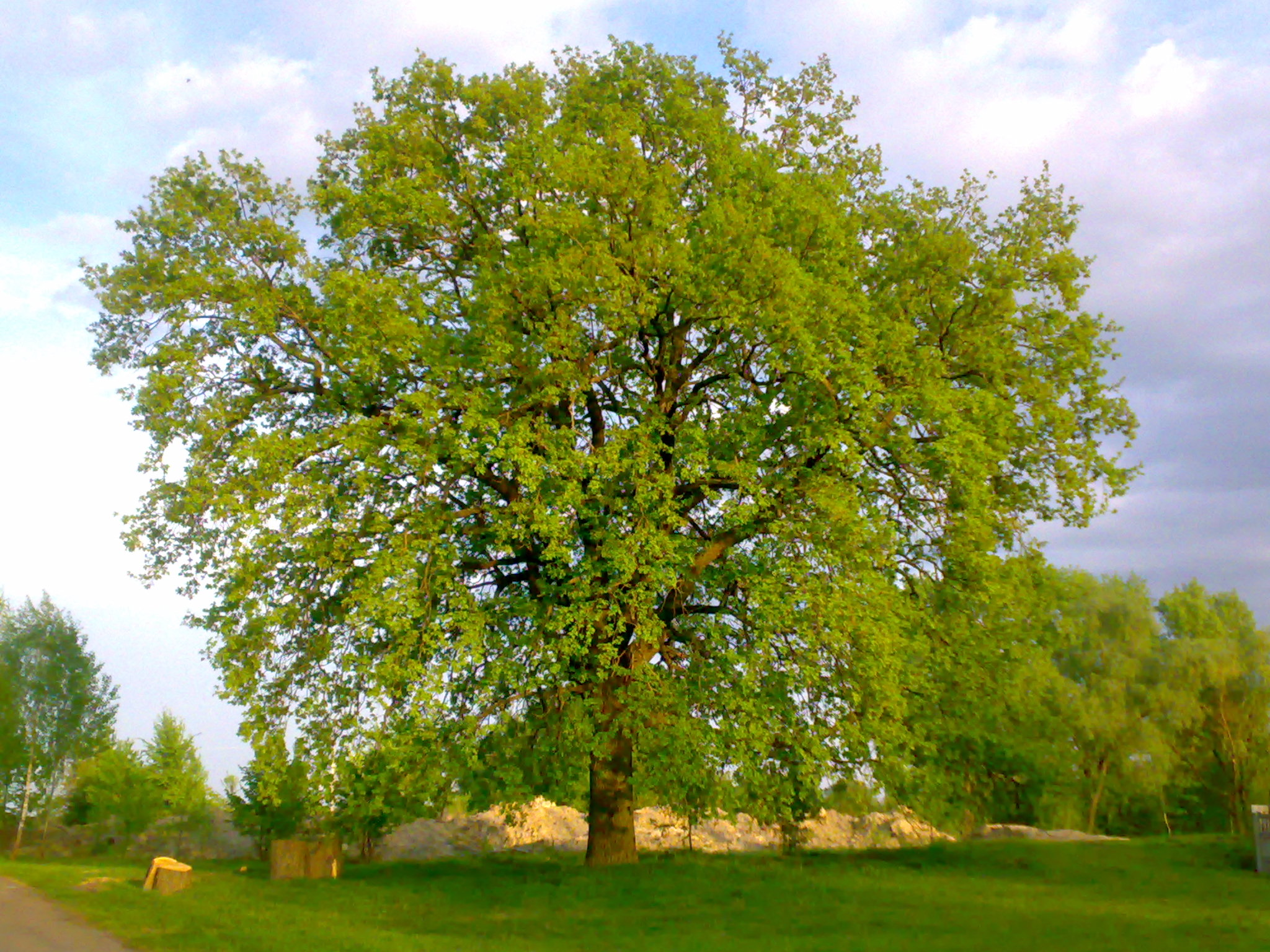
Віковічний дуб
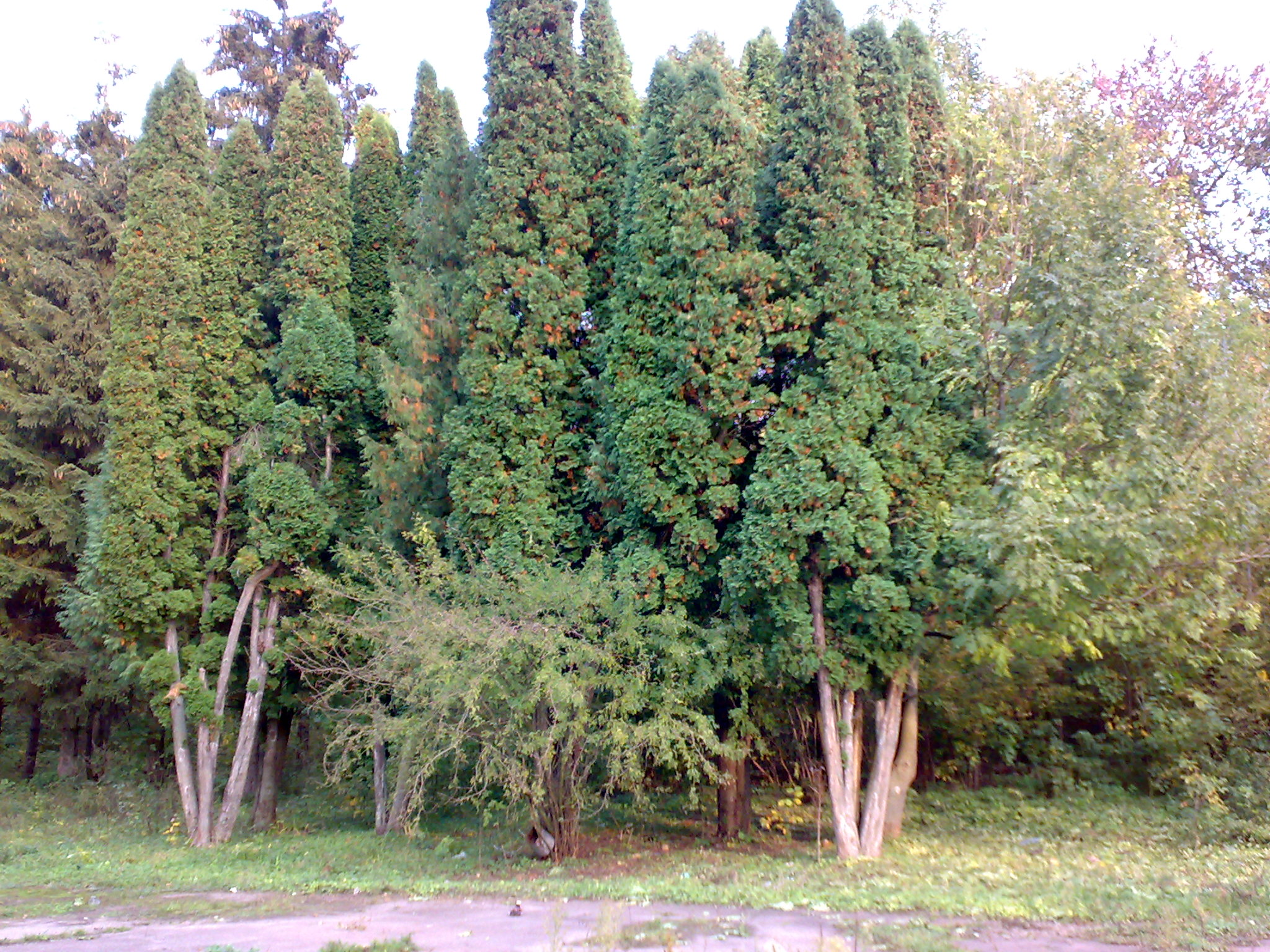
Насадження туї
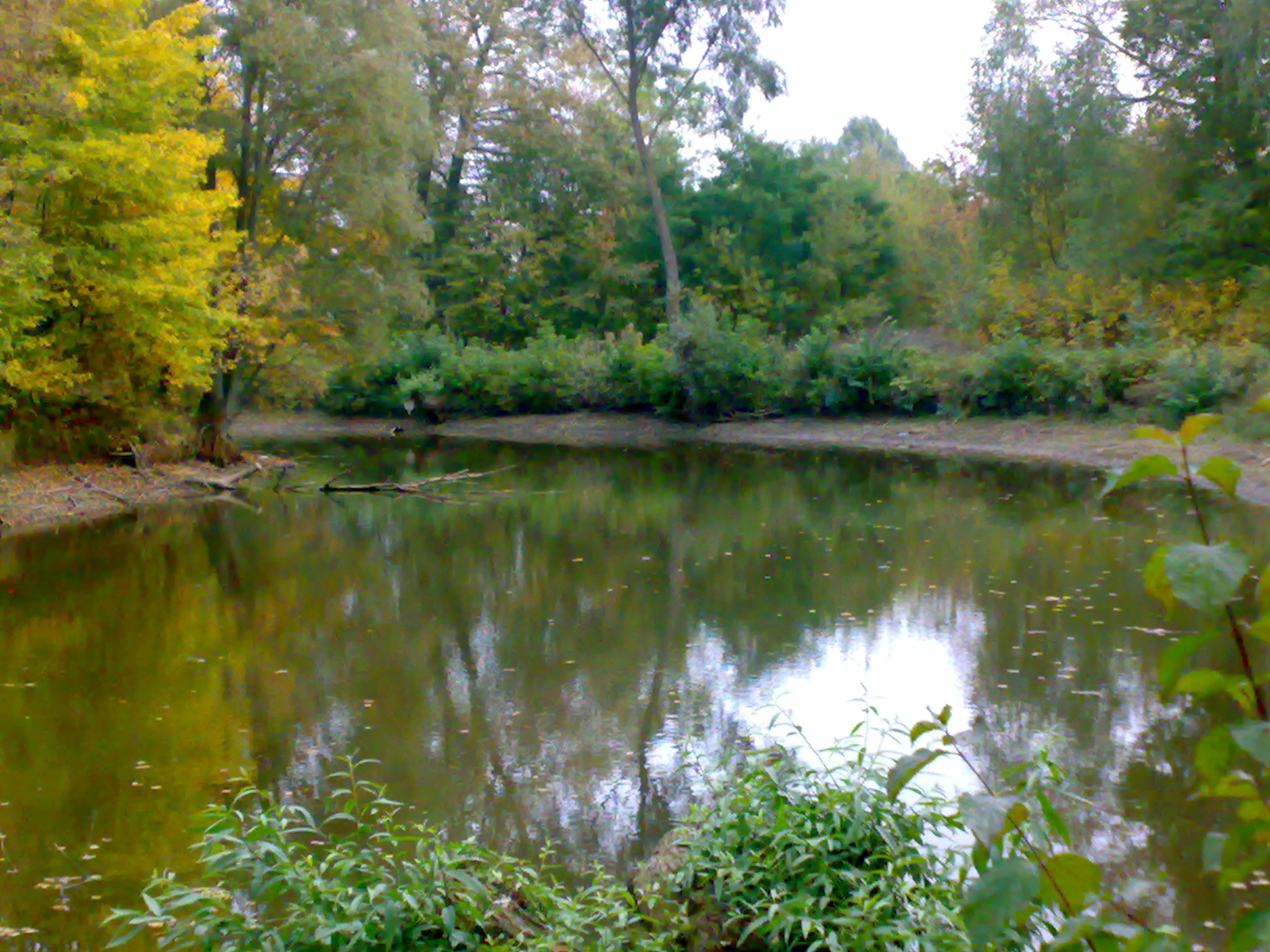
Ставок у парку